# Хлопчик з рентгенівськими очима
Хлопчик з рентгенівськими очима (англ. The Boy with the X-Ray Eyes) — американська комедійна стрічка 1999 року режисера Фреда Олена Рея. 

## Синопсис
У стрічці йдеться про те, як хлопчик Енді (Брайан Ніл) отримує пару ренгенівських окулярів, щоб віднайти предмет, який може знищити Землю.

## У ролях
| Актор             | Роль            |
| ----------------- | --------------- |
| Брайан Ніл        | Енді Карвер     |
| Джефф Барр        | містер Райт     |
| Денніс Гаскінс    | Бойд Рассел     |
| Ерік Джанґменн    | Сем             |
| Тімоті Боттомс    | Джон Карвер     |
| Ендрю Прайн       | Малкольм Бейкер |
| Ден Зукович       | Бідл            |
| Дара Голлінґсворт | Іріс            |
| Алекс Шиґлі       | епізодична роль |

## Виробництво
Фільмування стрічки проходили у Бухаресті, Румунія, на кіностудії «Castel Film Romania».